# Кандзака Хадзіме
Кандзака Хадзіме (яп. 神坂 一, 17 липня 1964, м. Асаґо, префектура Хьоґо, Японія) — японський письменник та сценарист манґи. Найбільш відомий як автор серії ранобе Slayers, які були адаптовані в популярне аніме, манґу та ігри.

## Біографія
Після закінчення Академії мистецтв Ашія (нині — Спеціалізований коледж мистецтв Кобе), Кандзака працював офісним працівником (саларіменом), аж поки одного разу не вирішив спробувати себе в літературі. Він подав заявку на участь у конкурсі літературної премії «Фантазія» (яп. ファンタジア大賞, досл. «Головна премія Фантазія» ), і його твір Slayers! — який згодом став першим у серії Slayers — отримав відзнаку полу-фіналіста 1989 року. Оскільки в той час у нього вдома не було телефону, про перемогу він дізнався з поштового повідомлення, написаного катаканою, подібно до телеграми.
Того ж року він дебютував як письменник, коли його твір «Принц міста білої магії» (白魔術都市の王子) було опубліковано у щомісячному журналі Dragon Magazine (видавництво Fujimi Shobō). Відтоді він працює як автор у сфері юнацької літератури (тепер відомої як лайт-новели).
Згодом він залишив компанію та став професійним письменником на повну ставку. Серед його творів величезний успіх здобула серія Slayers, яка досі продовжує виходити.Завдяки цій серії у другій половині 1990-х років Канзака увійшов до числа найприбутковіших письменників у податкових рейтингах Японії.
Окрім публікацій у видавництві Fujimi Shobō, Він також публікував науково-фантастичні та фентезійні романи під імпринтом Kadokawa Sneaker Bunko, розширюючи аудиторію своїх читачів. 
До кінця 2017 року був членом Японського клубу письменників-фантастів (яп. 日本SF作家クラブ, кириліз.: Ніхон Ес-Еф Сакка Курабу).
Кандзака активно підтримує зв’язок зі своїми шанувальниками, відповідаючи на листи фанатів в інтерв’ю для фан-клубу «MegaBura», які публікуються у блозі «Megabura Blog». До ювілею клубу він знявся у серії відеороликів, опублікованих на YouTube. Також до 2018 року він  надсилав клубу особисто намальовану новорічну листівку.

## Твори
- Серія «Рубаки» (ілюстрації: Араїдзумі Руї):
  - Основні ранобе Slayers, 17 томів, 1989–продовжується.
  - Slayers Special (スレイヤーズ すぺしゃる, Sureiyāzu Supesharu), 30 томів, 1991–2008.
  - Slayers Delicious (スレイヤーズ でりしゃす, Sureiyāzu Derishasu), 4 томів, 1997–1999.
  - Slayers Select (スレイヤーズ せれくと, Sureiyāzu Serekuto), 5 томів, 2008–2010.
  - Slayers Smash (スレイヤーズ すまっしゅ。, Sureiyāzu Sumasshu), 5 томів, 2008–2011.
  - Антологія до 25-ї річниці Slayers.
- Higaeri Quest (日帰りクエスト, Higaeri Kuesuto), 4 томи, 1993–1995.
- Yami no Sadame o Seu-mono (闇の運命を背負う者), 3 томи, 1996–1999.
- O.P.Hunter (O・P・ハンター, O.P. Hantā), 1998.
- Lost Universe, 5 томів (ілюстрації: Шоко Йосінака)
- Troubleshooter Sheriff Stars (トラブルシューター　シェリフスターズ, Toraburushūtā Sheriffu *Sutāzu), 9 томів, 1999–2004.
- Cross Cadia (クロスカディア, Kurosu Kadia), 6 томів, 2001–2005.
- Totsugeki Anthology Shōsetsu Tsukuru ze! (突撃アンソロジー小説創るぜ!), 2004.
- Jūrin-sha-tachi no machi (蹂躙者たちの街), 2006.
- DOORS, 2 томи, 2007–2008.
- Abyss Gate (アビスゲート, Abisu Gēto), 3 томи, 2007.